# Taffel (bord)
Taffel är ett äldre ord för bord eller upphöjd platå.
Att bryta taffeln är ett uttryck för avslutningen av en formell middag.